# 荒谷桂吉
荒谷 桂吉（あらや けいきち、1853年6月12日（嘉永6年5月6日）- 1934年（昭和9年）2月14日）は、幕末から明治期の実業家、政治家。衆議院議員、秋田県会議長、秋田県北秋田郡大葛村長。諱・富延、号・葛渓、檗堂。大葛鉱山支配人・荒谷家13代当主。

## 経歴
出羽国秋田郡大葛村（秋田県北秋田郡大葛村、比内町大葛を経て現大館市比内町大葛）で、大葛鉱山支配人の荒谷家12代当主・荒谷忠一郎の二男として生まれた。10歳で父を失い家督を相続して大葛鉱山支配人を継承したが、1870年（明治3年）大葛鉱山は久保田藩有となった。
その後、大館の儒者・中田錦江に師事し漢学を修めた。さらに上京して1875年（明治8年）慶應義塾を卒業した。帰郷して、発盛（山本郡）・花輪（鹿角郡）の各鉱山の経営、山林、養蚕、畜産などに投資を行い、実業家として活躍。農業も営んだ。
1880年（明治13年）10月、秋田県会議員に選出されたが6ヵ月で辞任。1882年（明治15年）2月、県会議員に再選され1892年（明治25年）2月まで在任し、この間、県会副議長を務めた。同年2月、第2回衆議院議員総選挙（秋田県第2区）で当選した。1895年（明治28年）9月、県会議員に再選され1899年（明治32年）9月まで2期在任し、この間、県会議長を務めた。また1901年（明治34年）大葛村長に選出されたが3日間だけの在任で辞任した。
1904年（明治37年）3月、第9回総選挙（秋田県郡部、憲政本党）で再選され、次の第10回総選挙でも当選し、衆議院議員に通算3期在任した。この間、犬養毅と行動を共にした。
その後、町田忠治に地盤を譲って政界を引退し、乗馬、伝書鳩飼育、盆栽などで余生を楽しんだ。

## 国政選挙歴
- 第2回衆議院議員総選挙（秋田県第2区、1892年2月、弥生倶楽部）当選[5]
- 第9回衆議院議員総選挙（秋田県郡部、1904年3月、憲政本党）当選[6]
- 第10回衆議院議員総選挙（秋田県郡部、1908年5月、憲政本党）当選[7]

## 親族
- 長男 荒谷夷一（大葛村長）[8]